# Штольберги

Герб графів Штольберг до 1429 року

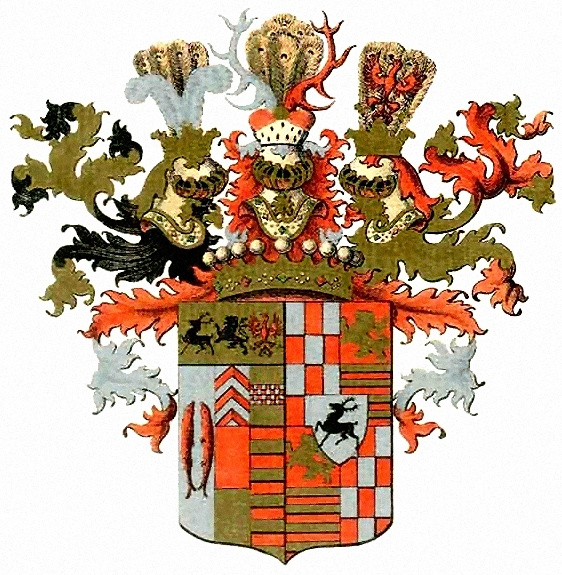
Загальний герб роду Штольбергів з 1742 року

Рід Штольбергів (нім. Stolberg) — шляхетний аристократичний рід Священної Римської імперії. Рід відіграв значну роль у історії феодальної Німеччини й користувався княжими привілеями до розпаду Німецької імперії в 1918 році.

## Історія
Мало чого відомо про ранню історію роду. Перший граф Штольберг (ймовірний нащадок графів Гонштайна) згадується в 1210 році, а в кінці XIV століття один з Штольбергів займав єпископську кафедру в Мерзебургзі. Отримавши в 1412 році місце в раді імперських графів, Штольберги розширили свої володіння за рахунок приєднання Гонштайну, Кельбри і Герінгену (1417), якими вони управляли разом з родом Шварцбургів. Значне розширення земель роду відбулося після успаткування Вернігеродського графства е в 1429 році, графства Кенігштайн-ім-Таунус в 1535 році, і Рошфор в 1544 році.
Під час Реформації Штольберги прийняли лютеранство у 1539 році.

## Колишні території та маєтки
- Штольберзьке графство (1200—1945)
- Вернігеродське графство (1429—1945)
- Штольберг-Рослаське графство (1341—1945)
- Баронство Гедерн (замок 1535—1987 рр., маєток до сьогодні)
- Баронство Шварца
- Кельбра
- Герінген (Тюрингія)